# Riu Vascão
El Riu Vascão és un afluent del Guadianaque fa, parcialment, de frontera entre l'Alentejo i l'Algarve, dues regions de Portugal.
Segons Adalberto Alves, en el seu Dicionário de Arabismos da Língua Portuguesa, l'origen del topònim Vascão és la paraula àrab baṣqa, «zona rocosa». Segons altres estudiosos, la paraula àrab "basqa" significaria "zona de pedres negres".
Afluent pel marge dret del riu Guadiana, és el riu portuguès més llarg entre els que no tenen preses o altres interrupcions artificials. El riu i els seus voltants estan classificats com a lloc Ramsar.